# Округ Медисон (Флорида)
Медисон (енгл. Madison County) је округ у америчкој савезној држави Флорида. По попису из 2010. године број становника је 19.224.

## Демографија
Према попису становништва из 2010. у округу је живело 19.224 становника, што је 491 (2,6%) становника више него 2000. године.
| Група             | 2000.          | 2010.          |
| Белци             | 10.378 (55,4%) | 10.582 (55,0%) |
| Афроамериканци    | 7.549 (40,3%)  | 7.460 (38,8%)  |
| Азијати           | 60 (0,3%)      | 47 (0,2%)      |
| Хиспаноамериканци | 600 (3,2%)     | 899 (4,7%)     |
| Укупно            | 18.733         | 19.224         |